# Maximilien Zigliara
Maximilien Zigliara, né le 27 février 1900 à Alger et mort le 6 octobre 1968 à Alger, est un homme politique français.

## Mandats
- Député d'Alger (1951)